# Physalis melanocystis
Physalis melanocystis ist eine Pflanzenart aus der Gattung der Blasenkirschen (Physalis) in der Familie der Nachtschattengewächse (Solanaceae).

## Beschreibung
Physalis melanocystis ist eine verholzende, verzweigende Pflanze, die mit kurzen, unverzweigten, abstehenden oder aufwärts gerichtet anliegenden Trichomen behaart ist. Die Blattspreiten der Laubblätter sind lanzettlich bis eiförmig-lanzettlich oder rhombisch-lanzettlich und sind an den größeren Laubblättern 4 bis 10 cm lang und 1,5 bis 5 cm breit. Die Blattstiele haben eine Länge von 5 bis 20 cm.
Die Blüten stehen in den Achseln in Büscheln aus (selten nur einer) drei bis sechs an Stielen mit 4 bis 10 mm Länge. Die Krone ist 8 bis 10 mm lang und misst 12 bis 18 mm im Durchmesser. Der Kronsaum ist radförmig oder radförmig-zurückgebogen. Der äußere Teil des Kronsaums ist in eiförmige bis dreieckig-eiförmige Kronlappen von 3 bis 6 mm Länge geteilt. Die Kronblätter sind mit Malen versehen, diese sind jedoch nicht deutlich hervorgehoben. Die Staubbeutel sind gelb gefärbt, 3 bis 4 mm lang und stehen an Staubfäden mit einer Länge von 1 bis 2 mm.
An der Frucht verlängern sich die Stiele auf 10 bis 15 mm. Der sich stark vergrößernde Kelch erreicht eine Länge von 17 bis 25 mm und eine Breite von 15 bis 18 mm. Er umgibt eine kugelförmige Beere mit einem Durchmesser von 10 bis 13 mm.
Die Chromosomenzahl beträgt 2n = 24.

## Vorkommen und Standorte
Die Art ist in Mexiko in den Bundesstaaten San Luis Potosí und Guerrero sowie in Guatemala verbreitet.